# 尼德河畔维莱尔 (摩泽尔省)
尼德河畔维莱尔（法語：Villers-sur-Nied）是法国摩泽尔省的一个市镇，属于沙托萨兰区（Château-Salins）德尔姆县（Delme）。该市镇总面积4.25平方公里，2009年时的人口为80人。

## 人口
尼德河畔维莱尔人口变化图示